# 수륙양용전

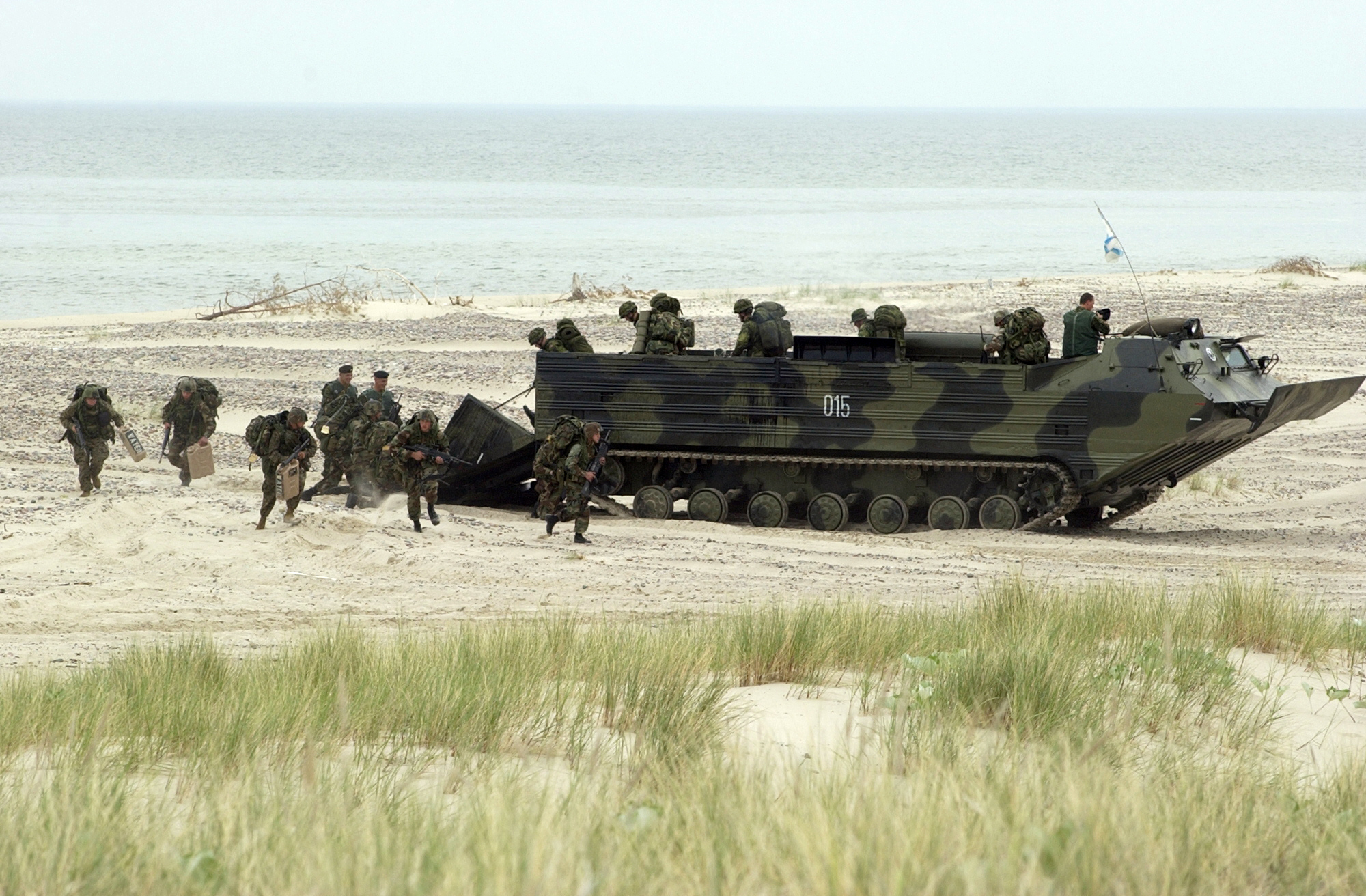
덴마크, 리투아니아, 폴란드, 미국의 해병대가 2003년 연합훈련 중 상륙함에서 하선하는 모습

수륙양용전(Amphibious warfare)은 함정, 주정 또는 항공기에 탑승한 해군과 상륙군이 해양을 통하여 적의 해안에 군사력을 투사하는 공격 작전이다..
병력 상륙 외에도 돌격 제대 및 돌격 후속 제대의 상륙이 완료된 후 실시되는 증원 부대 및 군수품 상륙 작전도 존재한다. 인천 상륙작전, 노르망디 상륙작전 등으로 널리 알려져 있다.
상륙 작전(landing operation)은 수륙양용전 (Amphibious warfare)과 대체로 비슷하지만  수륙양용전이 상륙 작전보다 광범위한 의미를 포함하는 것으로 본다.
즉, 상륙 작전은 적지에 상륙하기 전후를 초점으로 하는 반면, 수륙양용작전은 상륙 작전부터 시작하여 작전 종료 후 철수까지 포함하는 광범위한 개념으로 여겨진다

## 정의

### 의미
"방어 중인 해안에 성공적으로 상륙하는 것은 전쟁에서 가장 어려운 작전이다."— 아이젠하워(Dweight D. Eisenhower)

"바다는 더 이상 독립된 전장이 아니다.
오늘날 바다는 전쟁 수행의 매개체이다.
세계의 바다는 해군이 육상지역과 목표에 군사력을 투사하는 작전기지이다."— 美 합동교범 3-02, 『상륙작전』

상륙 작전(Amphibious Operation or Landing Operation, 上陸 作戰)은 함정, 주정 또는 항공기에 탑승한 해군과 상륙군이 해양을 통하여 적의 해안에 군사력을 투사하는 공격 작전이다. 돌격 제대 및 돌격 후속 제대의 상륙이 완료된 후 실시되는 증원 부대 및 군수품 상륙 작전은 후속 상륙 작전이라고 별도로 명명하기도 한다. 상륙 작전은 그 종류, 목적, 규모, 실행 수단에 따라 세부적으로 정의되는 여러 가지 작전을 포함한다. 20세기의 대영제국에서는 이 작전을 "해군, 육군, 공군이 각각의 지휘관 아래에서 독립적으로 협력하면서 공동의 전략적 목표를 가진 작전"이라고 정의했다. "해상으로부터 적지에 상륙하여 기동하는 공격 작전의 한 형태"라고 고려대 한국어대사전에 기술되어 있기도 하다. 표준국어대사전의 경우에도 "바다로부터 적지에 상륙하여 벌이는 공격 작전"으로 앞서 언급했던 것과 몹시 유사하게 정의되어 있다. 두 국어사전의 공통점은 상륙 작전을 공격 작전, 혹은 그 일부로 본다는 것이다. 그러나 군사학적인 관점에서 상륙 작전은 더 포괄적으로 기능하는 작전으로 볼 수 있다. 상륙 작전의 특징은 항공부대의 광범위한 참여를 필요로 하며, 상이한 전투 기능을 가진 각종 부대들의 긴밀히 통합된 노력을 필요로 하는 것이다.

### 목적
상륙 작전의 목적으로는 적의 종심 지역의 주요 목표 공격 및 교란, 차후 전투 작전 수행, 해군 전진 기지 또는 항공 기지의 획득, 지역 또는 시설의 적의 사용 거부 등등이 있다. 이는 크게 4가지로 구분할 수 있다.
1. 적 중심 파괴를 위한 적 취약점 및 결정적 지점 타격
  - 적의 작전적 또는 전술적 중심들을 파괴하기 위해 취약점과 결정적 지점을 직접 공격함으로써 한 번의 신속한 타격으로 전역의 목적 달성에 기여하고 전승의 호기를 달성한다.
2. 차후 작전을 수행 및 지원하기 위한 군사적 거점 설치
  - 상륙 작전은 해군·공군의 전진기지 확보 또는 지상작전을 지원하기 위한 군사적 거점의 설치나, 차후 지상작전을 수행하여 새로운 방향으로 공격하기 위해 실시될 수 있다. 상륙작전부대는 상륙 작전을 통해 적의 다정면 대응 및 전투력 분산을 강요하여 아군의 통제지역을 확장하는 데 큰 역할을 수행할 수 있다.
3. 적 지역 또는 시설의 사용 거부 및 적 부대 고착 또는 주의 전환
  - 상륙 작전은 타 작전을 지원하기 위하여 적의 지역 또는 시설의 사용을 거부한다. 그리고 적의 측·후방을 타격하여 적 부대를 고착하거나 전방의 고착된 전선을 타개하고 적의 주의를 전환시킴으로써 지상군이 공격 기세를 유지할 수 있도록 지원할 수 있다.
4. 안정화 작전과 평화 작전 수행 및 지원
  - 상륙 작전은 국내외에서 실시되는 비전투원 후송작전, 인도적 지원 등 다양한 형태의 안정화 작전과 평화 작전을 직접 수행하거나 지원하는 데 유용하게 적용될 수 있다. 이러한 경우 일반적 수행 개념은 작전적 변수(PMESII-PT)를 고려하여 융통성 있게 적용하여야 한다.
  - 이때 작전적 변수(PMESII-PT)란 특정 국가나 대상, 계획 등을 분석하거나 평가하기 위해 선정된 구성 요소로, 정치(Political)·군사(Military)·경제(Economic)·사회(Social)·기반 시설(Infra-structure)·정보(Information)·물리적 환경(Physical environment)·시간(Time)의 요소를 말하는 용어이다.

### 과정[8]
상륙 작전은 통상 계획 수립(Plan) -> 탑재(Embark) -> 연습(Rehearsal) -> 작전수행지역으로 이동(Movement) -> 결정적 행동(decisive Action) 단계로 수행된다. 그러나 이와 같이 정형화된 상륙 작전 수행 단계는 METT+TC 요소에 따라 가변적으로 적용된다. 이때 METT+TC 요소란 임무(Mission), 적(Enemy), 지형 및 기상(Terrain&Weather), 가용부대(Troops Available), 민간요소(Civillian)를 의미한다. 예를 들어, 상륙작전부대가 사전 상륙함선에 탑재된 상태이고 긴급하게 작전을 수행해야 한다면, '작전수행지역으로 이동(Movement)' 단계 간에 '계획 수립'과 '연습'이 이루어질 수도 있다. 각 단계에서의 세부 수행 내용은 다음과 같다.

#### 계획 수립(Plan)
계획 수립 단계는 통상 최초 지시(상륙 작전 실시 명령)을 받았을 때부터 상륙군의 탑재 이전까지를 의미한다. 그러나 계획 수립은 상륙 작전의 전 단계에 걸쳐 지속된다. 계획 수립 단계를 협의의 의미로 구분한 것은 탑재 단계 이전에 계획 수립의 기본적 활동이 종료되기도 하지만 탑재 단계 이후 상륙작전부대의 지휘관계가 변경되기 때문에 이에 대한 구분을 보다 용이하게 하기 위함이다.

#### 탑재(Embark)
탑재 단계는 상륙군이 지정된 함선 및 항공기에 장비 및 보급품을 적재하고, 이와 함께 탑승하는 것을 의미한다. 탑재 편성은 최초 육상작전계획이 바뀔 경우에 대비하여 융통성이 있어야 한다. 함안이동계획과 육상작전계획은 탑재 이전 작전수행지역의 상황과 적 능력에 기초하여 작성된다.

#### 연습(Rehearsal)
연습 단계는 주로 결정적 행동 단계의 작전 계획 숙달을 목적으로 실제 상황을 가정하여 계획된 작전을 시연하는 것을 의미한다. 이 단계는 사실상 이동 단계에 포함되나 성격 상 이동 단계에서 분리한다. 연습 단계는 실제 상륙을 포함하거나, 지휘소 훈련으로 시행될 수 있다. 그러나 실제 상륙을 포함하는 통합 연습과 같은 경우 연습 지역의 적절성, 연습 목적의 달성 여부, 연습 시간의 가용성, 기습 효과의 달성 여부 등을 고려하여 생략될 수도 있다.

#### 작전수행지역으로 이동(Movement)
이동 단계는 상륙작전부대 예하 제대들이 탑재지점 또는 전방 전개지점에서 상륙지역으로 이동하는 것을 의미한다. 이동은 연습 지역, 합류지점 또는 지정된 집결지점을 경유할 수 있으며, 다양한 상륙작전부대의 모든 구성 요소들이 작전수행지역 내의 지정한 위치에 도착하면 완료된다. 이때 작전수행지역이란 작전이 진행되는 다양한 지역을 의미하는 용어로써 작전지역(할당받은 지역을 의미)과 달리, 군사작전이 수행되는 지리적 영역만을 의미한다.

#### 결정적 행동(decisive Action)
결정적 행동 단계는 상륙작전부대가 상륙 지역에 도착하여 임무를 완료하고 상륙 작전을 종료할 때까지를 의미한다. 결정적 행동 단계에는 함안 이동과 육상작전이 포함된다. 함안 이동과 육상작전은 초기 국면의 경우 함안 이동 이후 육상작전이 전개되는 순차성을 보이지만, 일단 상륙군의 최초 돌격부대가 육상에 전개한 이후에는 병행적으로 진행된다.

## 형태
상륙 작전은 주요 전구 작전으로부터 안정화 및 평화 작전 수행과 지원에 이르기까지 군사작전 전 범주에 걸쳐 실시되며, 그 형태는 전통적인 형태인 상륙 돌격 외에도 상륙 기습, 상륙 양동, 상륙 철수와 기타 형태의 상륙 작전으로 구분 가능하다. 기타 형태의 상륙 작전에는 안정화 및 평화 작전을 수행하고 지원하는 상륙 작전 등이 있다. 상륙 돌격 이외의 것들 가운데 타 작전을 지원하는 종류들은 항구적으로 변하지 않는 개념이 아니며, 이는 전 범위의 군사 작전에 걸친 상륙 작전의 적용에 상당한 융통성을 제공해 주고 효용성을 더욱 증대시키는 방안의 하나로써 인식될 수 있다. 그렇기에 전체 수행 단계 측면에서 볼 때 결정적 행동 단계에서 중요한 차이점이 존재하나 그 외 단계에서는 상륙 돌격과 유사한 작전 절차 및 준칙을 적용하게 된다.

### 상륙 돌격[11]
상륙 돌격은 적 지역에 상륙군을 투사하여 육상에 전투력을 축적하는 작전으로서 가장 전통적이며 전형적인 상륙 작전이다. 일반적으로 바다를 통한 기동전의 구현을 목표로 하는 상륙 작전 형태는 상륙 돌격이라 할 수 있다. 상륙 돌격은 작전적 수준 이상 제대에서 적용되며, 대규모 상륙군에 의한 상륙을 동반하고, 육상작전의 실시를 해안두보 탈취 및 방호와 이를 통한 작전수행지역의 확보를 추구한다.

### 상륙 기습[12]
상륙 기습은 해상에서 육상으로 신속히 상륙하여 목표를 습격하거나 일시적으로 점령 후 해상, 공중 또는 육상으로의 계획된 철수를 수반하는 상륙 작전이다. 그 목적은 다음과 같다.

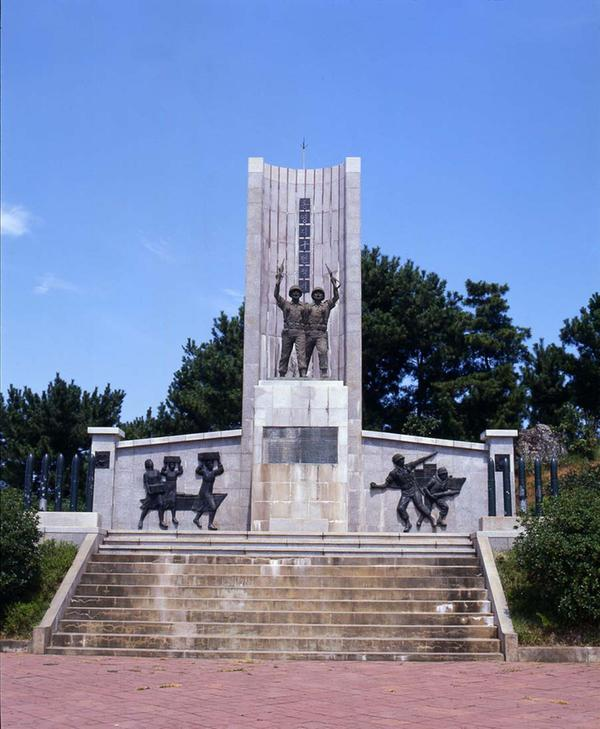
통영 상륙 작전에서 '귀신 잡는 해병대'라는 별칭이 유래했다.

1. 특정 표적의 파괴(특히, 다른 수단으로 파괴하기 어려운 표적)
2. 격리된 경계 부대, 정찰대 또는 지휘부 교란
3. 핵심 요원 포획 또는 무력화
4. 적 측·후방 공격으로 적과 교전 중인 부대 지원
5. 적(배치·전투력 등) 및 지형(수로 등)에 대한 정보 획득
6. 전략적 기만 작전과 연계한 견제 제공
7. 인원 또는 물자의 후송
8. 비정규전 활동의 수행·지원·협조

상륙 기습 시의 상륙 지역 선정에 영향을 미치는 요소는 적의 배치, 해상 접근로, 수로 및 해안 특성, 착륙·투하 지대의 가용성, 상륙 해안 및 착륙·투하 지대로에서 목표까지의 접근로 등 5가지가 존재한다.
기습 달성을 통한 상륙 작전의 성공 예시로는 1950년 8월 16일~19일 간에 걸쳐 수행된 통영 상륙 작전이 있다. 이 작전에서는 적이 예기치 못한 장소에 상륙하여 적이 대응하기 이전에 적의 취약점을 신속히 공격함으로써 주도권을 확보할 수 있었다. 이를 통해 기습의 중요성을 여실히 보여주었다는 점에서 그 의의가 크다.

### 상륙 양동[13]

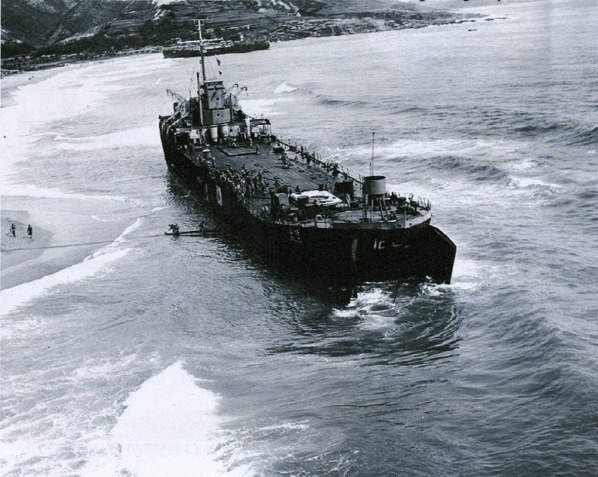
1950년 9월 14일 실행된 장사 상륙 작전은 인천 상륙 작전 성공의 발판이 되었다.

상륙 양동이란 적이 불리한 방책을 채택하도록 유인하기 위한 작전으로 상륙 작전 부대의 무력 시위를 통해 상륙 시간·장소·규모에 대해 적을 기만하는 상륙 작전이다. 상륙 양동은 작전적 수준에서 실시될 경우 상륙 돌격과 분리되어 수행될 수 있으며, 상륙 돌격과 통합하여 수행될 경우에도 별도의 기동편성 부대에 의해 수행될 수 있다. 전술적 수준에서 상륙 돌격과 병행하여 실시할 경우에는 상륙 작전 부대의 일부 부대로 편조하여 수행한다. 상륙 양동은 실시하는 지역에 따라 상륙 작전 수행 지역 내·외로 구분할 수 있으며, 이외에도 타 작전을 지원하기 위한 상륙 양동이 있다. 각 상륙 양동의 목적은 다음과 같다.
- 상륙 작전 수행 지역 내에서의 상륙 양동
  1. 적 예비대의 적절한 사용 거부
  2. 적 화기 진지 및 C4I 체계 조기 노출
  3. 적의 공중·해상 교전 조기 유발 및 교란
- 상륙 작전 수행 지역 외부에서의 상륙 양동
  1. 적의 전략적 예비 또는 상륙 작전에 영향을 미칠 수 있는 적 부대의 전용 및 고착
  2. 적의 주의를 다른 곳으로 전환
  3. 공중·해상 교전의 촉진
- 타 작전을 지원하기 위한 상륙 양동
  1. 적의 주의를 다른 곳으로 전환
  2. 주요 작전수행지역에서의 적의 주 전투력을 다른 곳으로 전용

상륙 양동의 예시로 인천 상륙 작전을 숨기고 적을 기만하기 위해 실행되었던 장사 상륙 작전이 존재한다.

### 상륙 철수[14]
상륙 철수는 적 해안에서 함선 또는 항공기를 이용하여 해상을 경유, 부대가 철수하는 상륙 작전이다. 상륙 철수는 교전을 중지하고 해상을 통하여 후퇴하거나, 타 지역으로 부대를 전용하여 재전개하기 위해 수행된다. 상륙 철수는 적의 강요에 의해 실시될 수도 있으며, 장차 작전 수행을 위해 자발적으로 실시될 수도 있다. 두 상황 모두 작전적인 긴급상황으로 여겨진다. 이외에 임무를 완수한 부대를 이동시키기 위하여 실시되기도 한다. 상륙 철수는 상륙 돌격과 동일한 특성을 가지면서 다음과 같은 추가적인 특징을 갖는다.
- 상륙 철수(상륙 기습에서 실시하는 철수를 제외한) 계획 수립 과정은 통상 단기간에 이루어지며, 상륙군에 대한 적의 압박이 심하거나 타 지역에서 부대의 소요가 긴급할 경우 작전 가용 시간은 제한된다.
- 탑재를 위한 시설 및 장비, 가용한 화력지원 수단 및 철수를 위한 지휘통제(C2) 수단은 매우 제한되며, 작전은 불리한 기상 조건이나 지형 또는 수로 조건 하에서 실시될 수 있다.

### 기타 형태의 상륙 작전(타 작전을 지원하는 상륙 작전)[15]
타 작전을 지원하는 상륙 작전이란 상륙 작전 부대의 능력과 상륙 작전 수행 기법을 활용하여 작전을 수행하나 전형적 상륙작전과 다른 양태를 보이는 상륙 작전을 말한다. 통상 대테러작전, 비전투원 후송 작전, 타국에 대한 인도적 지원, 국가재난 안전관리, 평화작전 등과 같은 타 작전을 지원하기 위해 상륙 작전을 실시한다. 타 작전 지원을 위해 상륙 작전 부대의 자산으로 실시할 수 있는 상륙 작전을 더 세분화하자면 다음과 같다.
| 국제 평화유지 활동 | 대테러 작전           | 대민지원          | 항해 및 운항의 자유 보장 | 국가 재해·재난 지원 |
| 재외국민 보호      | 정부 타 기관 활동지원 | 국지도발 대비작전 | 국가 치안유지 지원       | 비전투원 후송작전   |

또한 타 작전을 지원하는 상륙 작전 수행 및 지원을 위해 실시되는 상륙 작전에서 특별히 고려해야 하는 사항은 다음과 같다.
1. 불명확하고 급변하는 환경에서의 제한적인 교전규칙 적용
2. 명확한 국가 목표 이해
3. 상황에 영향을 미칠 수 있는 정치·경제·군사·사회·문화 등 제반 정보 요구를 충족할 수 있는 각종 정보 수집 기관의 활용
4. 작전지속능력의 유지
5. 융통성과 즉응성을 갖춘 지휘통제체계 운용
6. 광범위한 민사작전 소요 충족 가능성
7. 비정부조직, 기타 정부기구 및 부서, 다국적 협력국가들 간 협조
8. 복잡·다양한 국제법적 문제를 해결하기 위한 법무 기능 운용
9. 타 작전을 지원하기 위한 상륙작전에 필요한 현역 인원 외 특수 기능을 수행하는 전문 인력 소요
10. 재난구호 및 인도적 지원과 같은 일반적인 군 기능을 초과하는 상황에서의 부대 운용 가용 범위
11. 주둔국 주민 또는 동맹군 요원에 대한 잠재적 소요까지를 고려한 의무지원 계획
12. 타 작전을 지원하기 위한 상륙작전에서 군사작전으로 전환하기 위한 계획과 요망하는 정치적 목적을 달성하고 부대를 방호하기 위한 계획
13. 민간 정부로의 전환, 전투로부터의 이탈 및 부대의 재전개를 포함한 작전의 종료를 위한 계획

## 편성

### 일반적인 상륙작전부대 편성

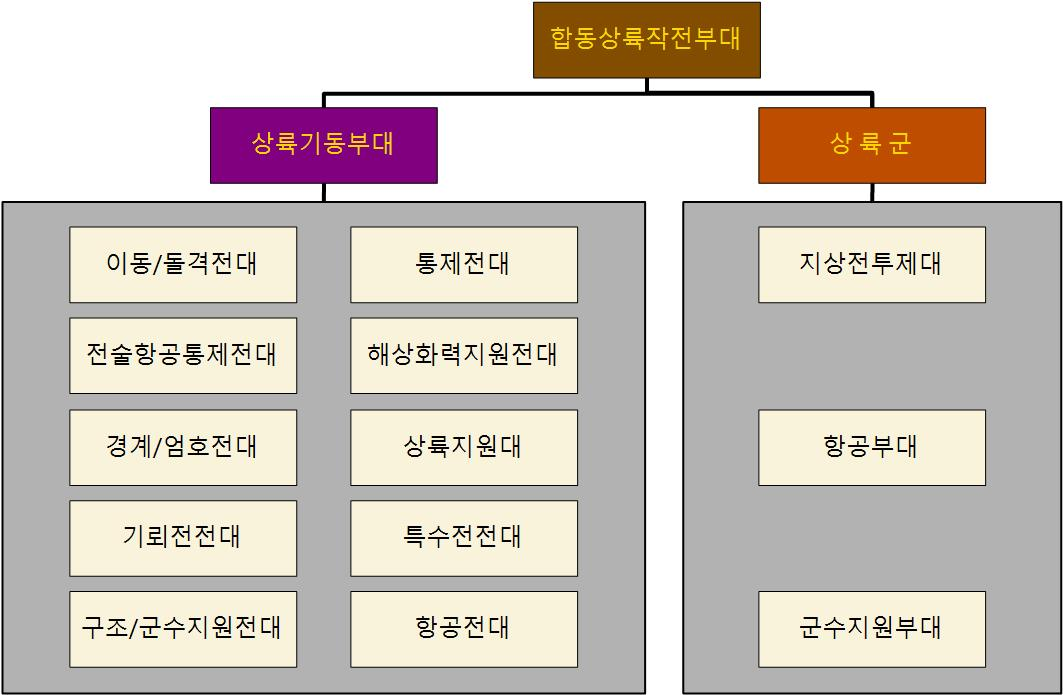
상륙작전부대 기동편성도

상륙 작전 부대를 편성할 때는 편조의 원칙과 경제성의 원칙을 기본적으로 따른다.
- 편조의 원칙: 상륙 작전 수행을 위해서는 지·해·공 입체전력의 운용이 필수적이다. 그러나 이러한 조건을 사전에 구비한 편성부대는 매우 제한적이다. 편조·편성은 이에 대한 매우 효과적인 극복방안이다. 최초 지시권자는 상륙 작전을 수행할 특정 부대를 근간으로 해상·지상·항공·지속지원 전력을 통합하여 편조할 수 있으며, 통상 임무의 성격과 달성 가능성에 기초하여 해군과 해병대를 근간으로 군에 관계없이 상륙 작전 부대를 편조 편성한다.
- 경제성의 원칙: 편성 부대의 규모에 관하여, 육상작전 개념에 근거하여 상륙 작전 부대를 편성하되 반드시 필요한 부대만으로 구성하여야 함을 의미한다. 그러나 상륙 작전 부대의 적절한 부대 규모에 대한 판단은 정형화하기 어렵다. 전반적인 부대 규모에 대한 판단은 경제성의 원칙을 고려한 최초 지시권자의 합리적 지휘결심에 근거한다.

상륙 작전 부대의 일반적인 기동 편성은 다음과 같다.
- 상륙기동부대: 상륙기동부대는 여러 기동 제대들로 구성되고, 선견부대와 본대의 임무를 고려하여 편성된다. 필요 시 2개 이상의 임무 제대가 통합될 수 있으며, 초수평선 상륙 작전을 수행할 경우 통제 전대의 규모가 축소될 수도 있으므로 구성 제대들은 METT+TC 요소에 의거 추가, 통합 또는 제외될 수 있다.

| 이동/돌격전대         | 상륙군 탑재, 작전수행지역으로 이동, 함안이동을 제공하는 전대로서 함안이동에 사용되는 주교, 화물 하선 및 하역 체계 등을 포함하는 상륙군을 탑재한 모든 자산들로 구성된다. 이동/돌격 전대에 포함될 수 있는 자산들에는 상륙 함정, 동원 선박, 긴급 동원 선박, 동맹국 및 우방국 제공 상륙 함정 및 선박, 기타 등등이 있다. |
| 전술항공통제전대      | 작전수행지역 내 공역·전술항공통제를 위한 전술항공통제본부를 운용하는 데 필요한 편성으로, 함선에 탑재되는 기동편성체이다. |
| 해상화력지원전대      | 작전수행지역으로 이동 간 및 작전수행지역에서의 작전 간 상륙기동부대에 대한 수상, 수중, 공중의 적 위협을 방호하기 위해 수상전투함, 대잠항공기, 잠수함 등으로 구성되는 기동 편성체이다. |
| 항공전대              | 특수 작전, 군수 지원, 탐색 및 구조, 해양차단 작전, 공중 돌격 및 엄호 등 해·육상 작전을 수행하기 위해 해군 항공전단의 기동헬기 자산과 육군 항공 부대의 기동 및 엄호 헬기 자산 등으로 구성되는 기동 편성체이다. |
| 기뢰전 전대           | 상륙기동부대를 지원하는 공격 및 방어 기뢰 작전을 수행하기 위해 기뢰부설함, 기뢰 탐색 및 소해함, 소해헬기 등으로 구성되는 기동편성체이다. |
| 특수전 전대           | 상륙 해안 정찰 및 장애물 제거, 천해 기뢰 탐색 및 제거, 기타 특수작전을 수행하기 위해 해군 특수전전단 예하 선견작전대(AD/SEAL)·폭발물처리대(EOD)·특수전작전대(SEAL)와 상륙해안 및 내륙 일대 적에 대한 첩보 획득 임무를 수행하는 해병대의 수색 부대 등으로 구성되는 기동편성체이다.                                   |
| 구조 및 군수지원 전대 | 상륙기동부대에 대한 구조·탐색 작전과 해상기동군수지원을 수행하는 부대로서 유조함, 보급함, 구조함 등으로 구성된다. |
| 상륙 지원대           | 교통 통제, 통신, 해안·해상 구조, 주교 및 연료 취급부대, 상륙 함정에 편성되지 않음 상륙주정 및 전투하역 부대 등으로 구성된다. |
| 기타                  | 가용할 경우 행정 전대, 정찰기 전대 등이 추가될 수 있다. |

- 상륙군: 상륙군은 결정적 행동 단계 간 상륙작전부대의 주임무 수행 부대로서 해병 부대와 육군 부대로 구성되는 지상전투부대와 지상전투부대의 육상작전을 지원하는 항공부대 및 군수지원부대로 편성된다. 항공부대와 군수지원부대를 상륙작전부대가 직접 통제할 경우, 상륙군은 지상전투부대를 의미한다. 의명, 지상군과 연결작전을 실시한다.

| 항공부대     | 항공부대는 상륙기동부대 및 상륙군의 항공 제대로서 통상 회전익 항공부대와 항공 통제기구로 구성된다. 항공부대는 상륙기동부대와 상륙군을 지원하기 위해 편성되며, 기본적으로 계획 수립 단계 이후 상륙기동부대 및 상륙군 예하 구성 부대로 편성·운용된다. |
| 군수지원부대 | 군수지원부대는 상륙작전 시 상륙기동부대 및 상륙군의 지속지원 제대로서, 통상 상륙기동부대의 상륙 지원대, 기동군수전대 및 해병대 군수지원단과 초기 함안이동 단계에서 임시로 운용되는 상륙군 지원부대 등을 포함한다. 그러나 상륙작전의 규모가 확대될 경우 군수지원 자산이 추가 편조되어 상륙군수지원부대가 편성·운용된다. 항공부대와 마찬가지로 군수지원부대 역시 상륙기동부대 및 상륙군 예하 구성 부대로 편성·운용되나, 필요 시 상륙작전부대가 직접 통제할 수도 있다. |

### 연합상륙작전부대 편성[18]
연합상륙작전부대 편성은 기본적으로 연합군의 편성 방법인 국가별 편성, 기능별 편성, 혼합편성 방법에 따라 한다. 작전의 효율성 차원에서 연합상륙 작전 시 부대 편성은 각 국가의 참가부대 규모, 작전능력, 상륙지원수단의 가용 정도 등을 고려하나, 일반적으로 국가 간의 협정이나 이해관계를 가장 우선적으로 고려한다.
| 국가별 편성 | 국가별 편성 형태는 참가 국가별로 책임지역, 임무, 목표를 할당하고, 그 국가 고유의 편성·장비·기술·교리로써 작전한다. 국가별 편성은 참가국의 부대 규모 및 작전 능력이 대등하거나, 참가국의 부대에 적합한 작전지역·임무·목표가 가용할 경우 효과적이다. 이 방법은 자국군 중심의 작전을 수행함으로써 지휘통제 및 군수지원이 용이하고, 참가국 의견 반영과 연합참모단 규모의 최소화가 가능한 반면, 작전에 참가한 각국의 부대 운용에 대한 융통성이 제한되고, 각국의 전력 요소를 충분히 이용할 수 없어 효율적인 군사력 발휘가 곤란하다. |
| 기능별 편성 | 기능별 편성 형태는 국적에 관계없이 기능별로 편성하는 것이 연합상륙작전 능력을 최대로 활용할 수 있다. 그러나 사전에 충분한 연합훈련과 교류를 통한 교리와 작전수행 절차를 공유하여야 한다. 이 방법은 장비의 표준화 요구와 언어·관습 등의 장애, 그리고 연합참모단의 소요가 증가되는 단점이 있다. |
| 혼합 편성   | 연합상륙작전 시 혼합편성 형태는 일부 군종을 기능별로 편성하고 일부는 국가별로 편성하거나, 또는 연합지휘제대 예하에 한 국가의 부대를 타국의 부대 예하로 혼합하여 편성하는 방법이다. 이는 연합군의 임무가 다양하고 책임지역이 광범위하여 작전지역을 분할해야 하는 경우나 연합하는 각 국가의 군종별 규모가 상이할 때 유용한 방법이다. 이러한 편성 방법은 상황에 알맞은 부대를 융통성 있게 구성함으로써 연합전력의 집중적 운용에 용이한 면이 있으나, 지휘통제 및 군수지원 문제가 다소 복잡한 단점이 있다.                         |

## 발전 추세

### 기존의 상륙 작전 방식과 한계[19]
과거 상륙 작전은 바다를 통해 다량의 병력과 화력을 작전지역 해안에 순차적으로 축적하려는 데 그 목적이 있었다. 장기적인 전투에서 전투력을 일정하게 유지하고 지속적인 군수 지원을 받기 위해서는 해안두보를 확보하는 것이 매우 중요했기 때문이다. 해안두보 확보를 위해서는 적 해안을 방어하는 해안포, 감시 레이더 및 기뢰 등의 장애물을 사전에 제거한 후 함안이동 수단을 통해 해상에서 해안으로 병력을 이동시켜야 했는데, 이 과정에서 많은 전력 손실을 감수해야만 했다. 이러한 한계점은 주로 제2차 세계대전과 한국전쟁을 통해서 경험하게 되었고 소모적인 상륙 작전 개념에 대한 변화의 필요성을 느끼게 하였다.
기존의 상륙 작전은 적의 해안으로부터 약 25해리(45㎞) 떨어진 지점에서부터 작전을 개시하며 해안으로 이동하는데, 적 해안으로부터 약 4㎞ 떨어진 해상에서부터 상륙정과 상륙장갑차 등을 이용한 함안이동을 하게 된다. 함안이동은 상륙 병력의 축적 및 적 해안에 해안두보를 확보하는 것이 주목적인데, 이 과정에서 함안이동 수단의 기동성이 떨어져 많은 희생자가 발생하였고, 아군의 병력을 축적시키는 것에 많은 어려움을 겪었던 것이다.

### 초수평선 상륙 작전(Over the Horizon) 개념으로 발전

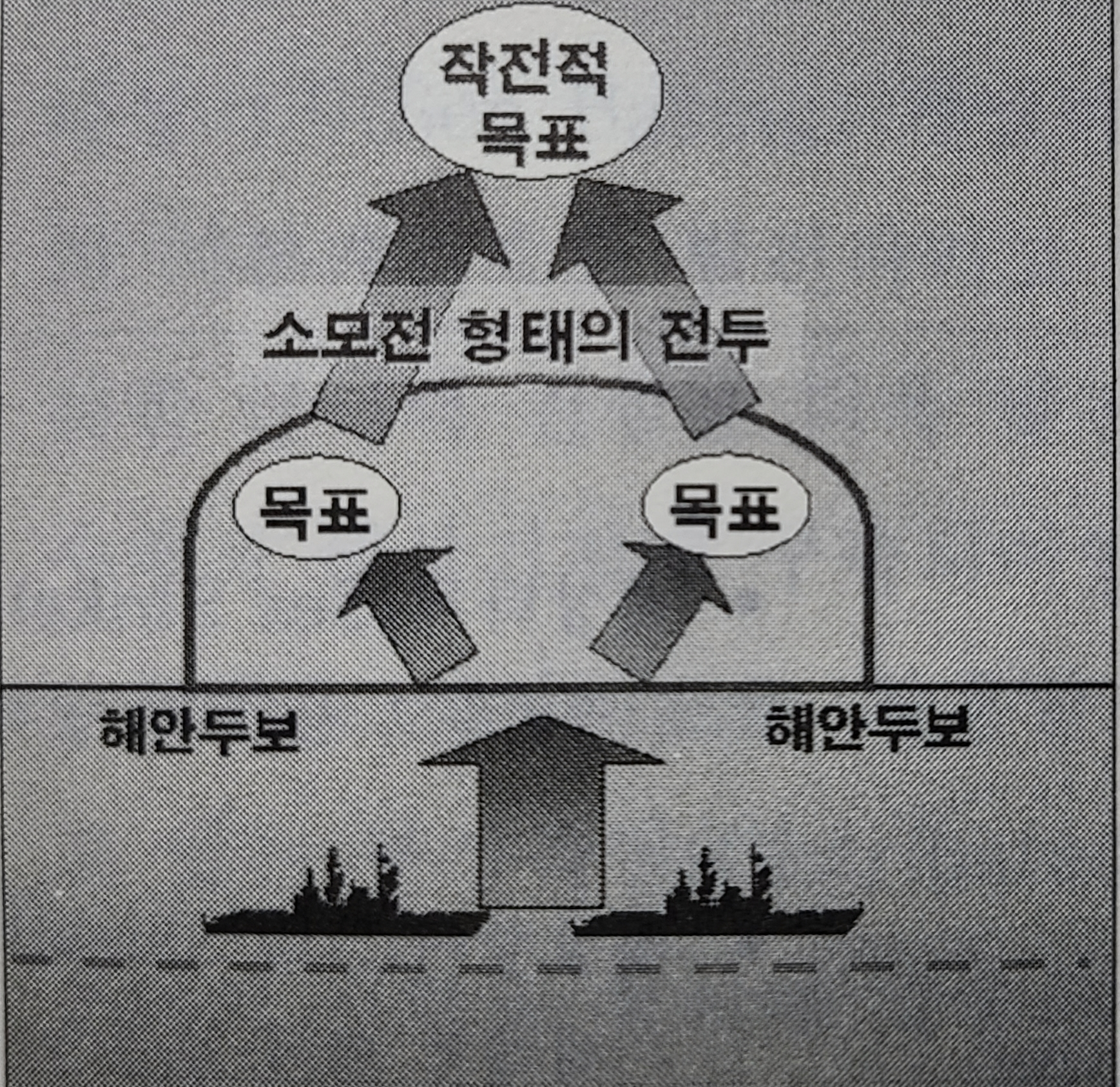
함안이동

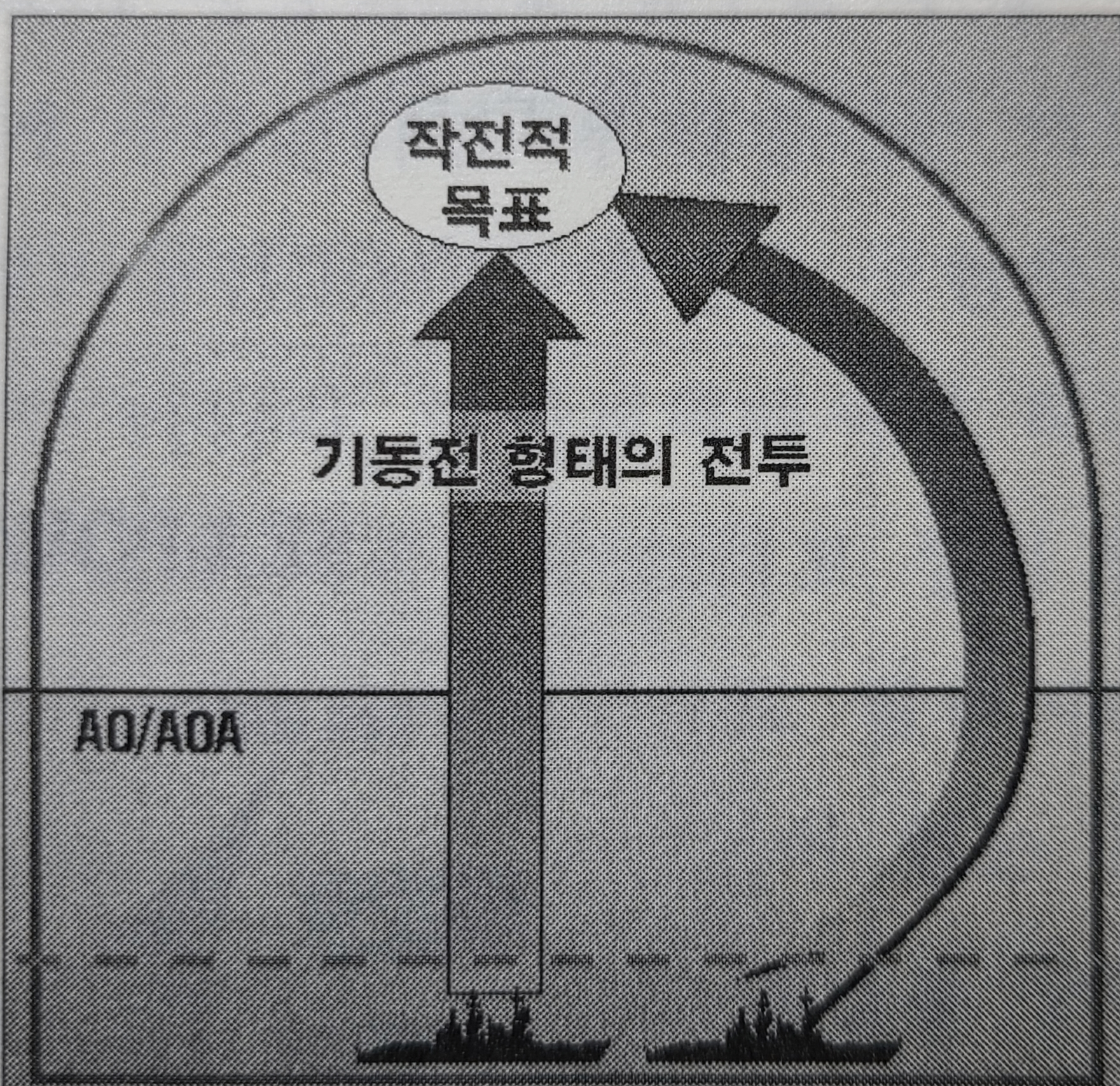
함목기동

과학 기술의 발전은 감시･정찰･지휘통제 체계와 연계한 장거리 정밀 유도 무기를 개발하여 타격의 정밀성과 사거리를 높여 대상륙방어무기체계의 성능을 향상시켰고, 이와 동시에 해상 제대 구역을 외해로 연장하여 신속한 기동 수단을 통해 원거리에서 상륙 작전을 수행할 수 있는 기틀을 마련해 주었다. 현대전은 전투 손실을 최소화하면서 속전속결로 전투를 치르는 기동전 형태로 변화하고 있다. 초수평선 상륙 작전도 신속한 기동과 손실 최소화라는 전제 조건에서 탄생한 개념이다.
| 구분        | 전통적 상륙작전                                  | 초수평선 상륙작전                        |
| ----------- | ------------------------------------------------ | ---------------------------------------- |
| 목표        | 상륙군 목표; ATF, LF                             | 작전적 목표                              |
| 공간활용    | 해상을 장애물로 간주                             | 해상을 기동 공간으로 활용                |
| 지상전 형태 | 소모전                                           | 기동전                                   |
| 기동거리    | 적 해안으로부터 75해리 이내 (CH-46, 53 작전반경) | 적 해안으로부터 400해리 (MV-22 작전반경) |

초수평선 상륙 작전은 원거리(약 50해리 이상) 해상에서 신속한 기동 또는 우회 기동을 통해, 병력 손실이 많이 발생하는 함안이동을 최소화하거나 생략하여 적 목표 지역을 직접 확보하는 것이 주목적이다. 이 개념은 미 해병대가 육군의 입체고속기동전을 발전시켜 상륙작전에 적용한 개념으로서 과학기술의 발전으로 인해 현실화 되었다. 초수평선 상륙 작전의 근간은 “해상으로부터의 작전적 기동(OMFTS))”과 “함목기동(STOM))”의 개념에서 발전하였다.

### 해상에서의 작전적 기동(OMFTS)과 함목기동(STOM) 개념의 발전

#### 작전적 기동(OMFTS; Operational Maneuver From The Sea)
해상에서의 작전적 기동(OMFTS)은 기동전을 기본 원칙으로 하며 바다를 장애물로 간주하던 종전의 개념에서 탈피하여 바다를 기동 공간으로 활용한다, 또한 수평선 넘어 보이지 않는 해상의 함정에서 작전목표 지역까지 함정에서 가용한 전투력을 활용하여 순차적으로 축적하는 개념이 아니라 작전목표 지역까지 곧바로 전투력을 집중하는 신개념의 상륙 작전이다.

#### 함목기동(STOM; Ship-To-Objective-Maneuver)
“해상으로부터의 작전적 기동(OMFTS)에 대한 전술운용개념”으로, 기존의 상륙작전이 가지고 있는 작전의 단계화, 재편성, 저속의 함안이동 등의 취약점을 보완하기 위해 기동전 철학과 첨단 과학기술을 접목시킨 기동 방법이다. 함목기동은 “연안의 전장에서 해안두보 또는 착륙지대의 확보, 방어 및 전투력 축적을 위하여 정지함이 없이 초수평선 해상에 위치한 함정으로부터 곧바로 육상의 작전적 목표로 제병합동 돌파와 전과 확대의 형태”로 실시되는 상륙 작전 개념을 의미한다.
함목기동의 기본목표는 해안두보 확보보다는 육상에 전투 부대를 투입하는 데 목표를 두고 있다. 그리고 상륙 작전을 초수평선의 해상에서 개시함으로써 적으로 하여금 경고 및 대응 시간을 주지 않고 속도와 기동성을 유지함으로써 적진 더 깊숙이 전투력을 투사할 수 있게 한다. 함목기동 수단으로는 상륙기동헬기, 상륙주정, 상륙돌격장갑차 등을 들 수 있다. 미 해군은 90년대 후반 해상에서의 작전적 기동과 함목기동의 개념을 공식화한 이후 상륙작전 개념을 구현하기 위해 해상이동수단의 확보에 많은 노력을 기울여왔다. 근대의 상륙작전은 함안이동이 중요하여 함선에서 함포 지원 하에 상륙수송선에서 상륙주정으로 전개하여 해안에 직접 상륙하고, 기타 보급품 및 장비는 상륙함이 직접 양륙하는 해상 돌격 위주였다. 그러나 초수평선 상륙작전에서는 함목기동을 하게 됨에 따라 상륙주정 위주의 해상 돌격 수단이 상륙돌격장갑차 및 공기부양상륙정 등으로 전환되었고, 장애물을 한번에 극복하고 종심 깊은 목표에 우회 기동 할 수 있는 헬기의 역할이 매우 중요해졌다.

## 장비

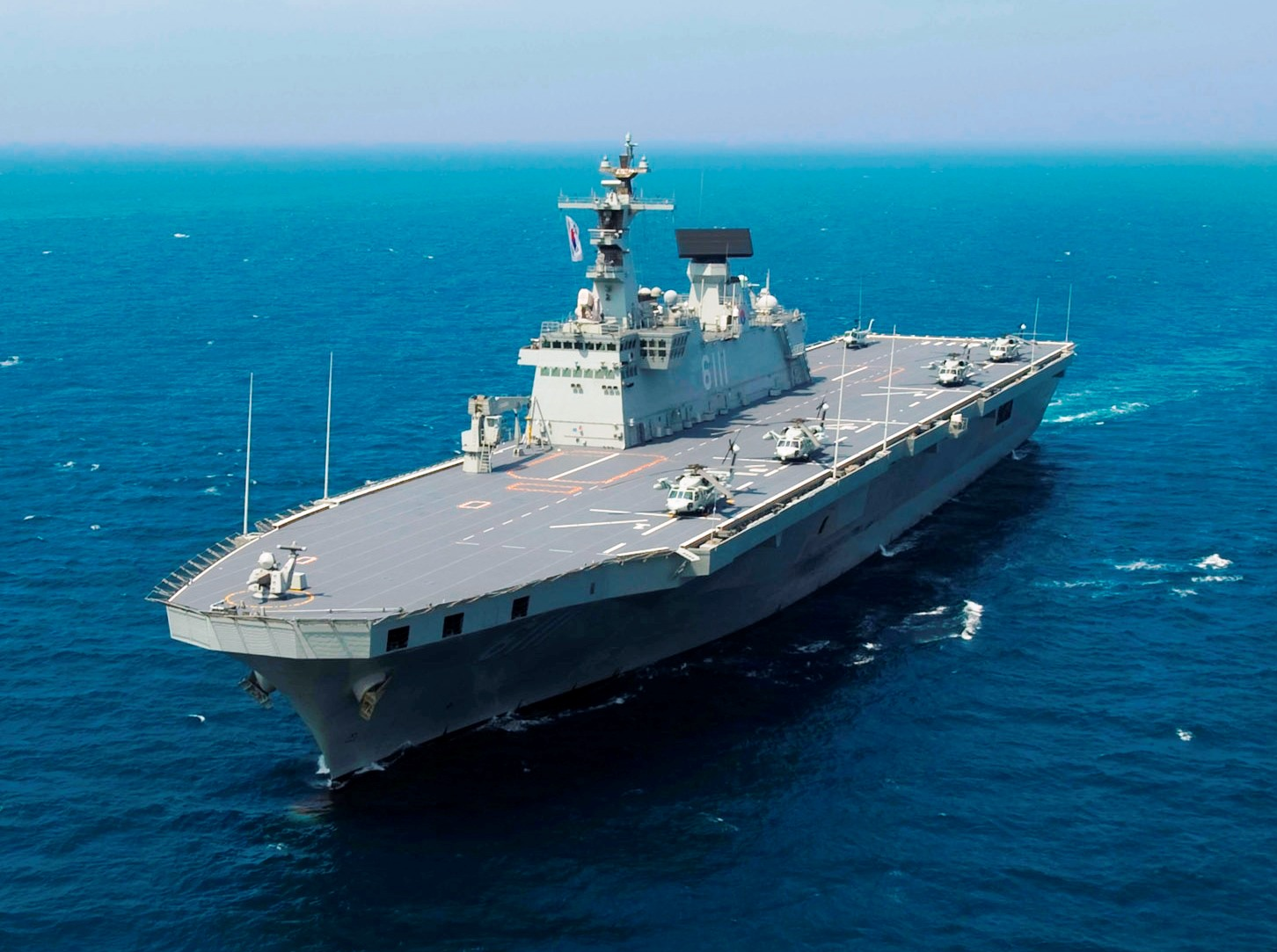
독도함

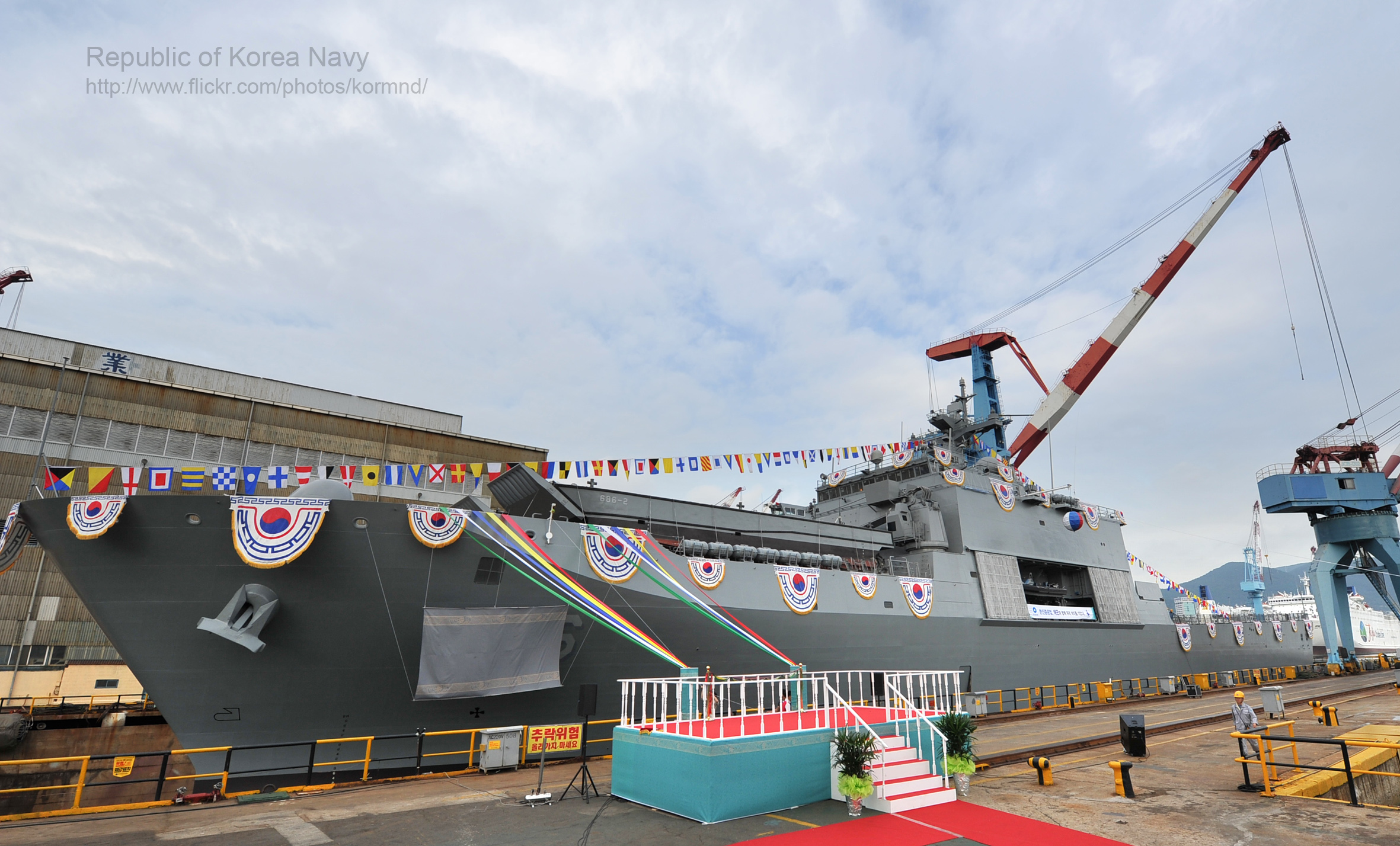
천왕봉함

### 상륙함
상륙 작전의 성공을 위해서는 상륙 병력 및 장비, 물자를 해상에서 육상으로 안전하게 투사하는 것이 중요하다(해군본부, 2017). 이러한 역할을 하는 해군의 함정이 상륙함이다. 상륙 작전이 벌어지는 연안에서 상륙함은 육해공 합동작전의 핵심적인 역할을 수행한다고도 할 수 있다. 즉, 상륙함은 상륙함에 탑재된 병력과 상륙 주정, 전차, 장갑차 및 헬기 등을 싣고 상륙작전 구역으로 이동하여 상륙 목표 해안에 전력을 투사하는 역할을 한다. 상륙함의 종류로는 전차 상륙함(LST), 도크형 상륙함(LSD,LPD 이하 LDX), 강습 상륙함(LPH, LHD, LHA 이하 LHX)이 있으며, 우리나라 상륙함의 대표적인 예로는 독도함(LPH), 천왕봉함(LST-II)이 있다. 함정이 직접 해안에 접안가능하면 LST로, 웰도크를 갖추고 있으면 LDX로, 함수에서 함미로 일자형 비행갑판을 보유하고 있으면 LHX로 분류한다.
대한민국의 상륙함 건조 현황을 시기 별로 분류해보았을 때, 20세기 초에서 6.25 전쟁, 6.25 전쟁에서 1980년대 후반까지는 해안에 직접 접안을 하는 전차 상륙함(LST)의 건조가 많았고, 1980년대 후반에서 현재까지는 초수평적 상륙 작전이 가능한 도크형 상륙함(LDX), 강습 상륙함(LHX)의 건조가 많았다.
상륙함은 항해 능력과 전장 능력 향상에 방향을 두고 발전해왔다. 이때 상륙 작전의 패러다임의 변화는 상륙함의 진화 과정에도 영향을 미치는데, 초수평선 상륙 작전 개념이 상륙함의 기술 발전에 중요한 영향을 끼친 예시가 그러하다.
상륙함은 상륙 작전의 핵심 장비로서 역사적으로 보았을 때 동원되는 정도는 각 작전마다 다르나, 노르망디 상륙 작전의 경우 1944년 6월 5일 출항 시에 전함 6척, 감시정 4척, 순양함 23척, 구축함 104척, 호송선 152척이 약 5,000척의 대형 상륙함정과 상륙 주정을 호위했다. 이외에도 소해정 277척이 해협의 기뢰를 제거하는 데 이용되었다.

### 상륙주정

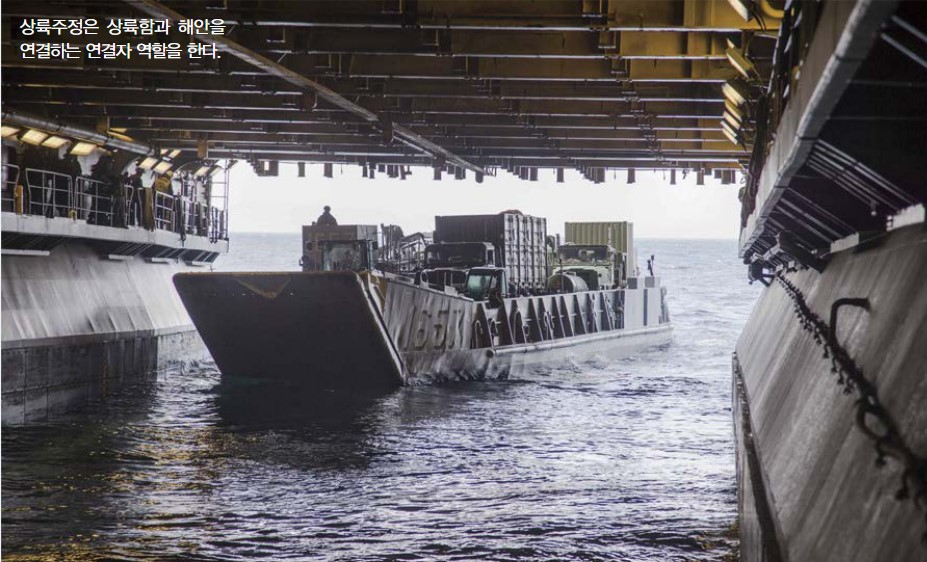
상륙주정은 상륙함과 해안을 연결하는 연결자 역할을 한다.

상륙주정(혹은 다목적 상륙주정)이란 다목적 부대 및 장비의 수송, 접안, 하역 및 철수 등의 용도로 특별히 건조된 상륙 작전용 주정이다. 상륙주정은 군수, 화물 재보급 작전에도 사용된다. 상륙 작전에서 병력을 투입하는 수단으로는 헬리콥터 등의 항공기를 통한 공중 투입도 있지만, 대부분은 상륙함에서 해안으로 병력과 물자를 이동시키는 작전이다. 하지만, 상륙 작전을 위해 대형 상륙함을 해안으로 직접 대는 것은 함정을 적의 공격에 노출시키는 위험한 일이며, 수면 아래 상태에 따라 접근한 상륙함이 빠져나가지 못하는 위험한 상황에 빠질 수 있다. 이런 위험을 회피하기 위해 사용하는 것이 상륙주정이다. 또한 초수평선 상륙 작전이라는 새로운 작전 개념이 1980년대부터 미 해병대에 의해 도입되었는데, 그 핵심 가운데 하나는 적이 관측하기 어려운 해안가 기준 수평선 너머에 대형 상륙함을 위치시키고 상륙헬기, 상륙장갑차, 상륙주정을 이용하여 적 해안에 침투하는 것이다. 그러나 상륙헬기는 속도는 빠르나 병력 수송용이라 상륙부대에 필요한 전차나 포 등의 중장비를 운반할 수 없다. 상륙장갑차는 병력 수송용이며 속도가 느리다. 상륙헬기와 상륙장갑차의 문제를 해결할 수단 중 하나가 상륙주정이다.
상륙주정은 형태에 따라선 상륙함의 하위 범주로 볼 수도 있으나, 상륙함과 해안을 연결하는 연결자 역할을 수행하며 일반적으로 배수량이 500톤 이하라는 점에서 달리 구분한다. 단순히 상륙 작전 외에도 도서 지역 및 함정으로의 인원과 물자 보급 등 다양한 임무에 사용된다. 상륙주정은 접안 시설이 없는 해안에 접근하여 병력과 장비를 내려놓기 때문에 대부분 선수에 경사로를 가지고 있다. 경사로가 없으면 상륙함에서의 선적, 해안에서의 전차나 차량 하역은 거의 불가능하다.

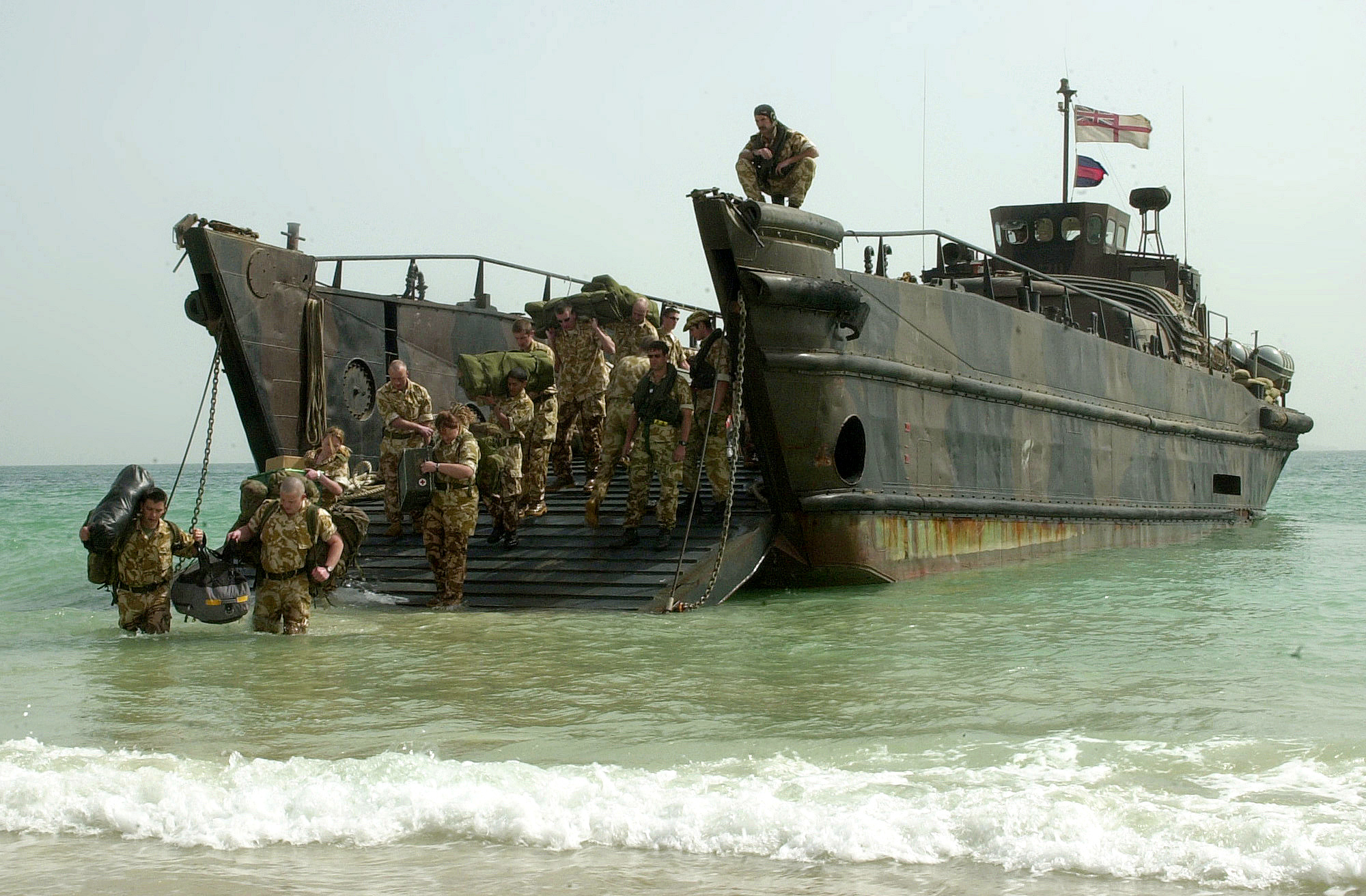
과거 영국이 운용하던 평저선 형태의 다목적 상륙주정.

영국은 제2차 세계대전이 임박한 1938년부터 병력 수송을 위한 길이 12.6m, 폭 3m, 흘수 0.69m, 배수량 9톤으로 36명을 실어 나를 수 있는 강습 상륙주정(LCA, Landing  Craft  Assault)을 개발했다. 전쟁이 발발하자 영국은 자원 부족으로 필요한 함정을 자국에서 생산할 수 없게 되자 미국에 생산을 위탁했는데, 특히 요구했던 부분은 기존보다 많은 병력을 실어 나를 수 있는 능력이었다. 강습 상륙주정의 작은 크기로 많은 병력을 운반하는데 어려움을 겪었기 때문이다. 이에 미국은 보병 상륙주정(LCI, Landing  Craft  Infantry)을 개발했다. 보병 상륙주정은 길이 48.31m, 폭 7.09m, 흘수 1.8m, 만재배수량 389톤으로 병력 180명을 실을 수 있었다. 이는 미국 내 9개 조선소에서 건조 되었고, 미 해군에서도 운용했다. 보병 상륙주정은 영국과 미국 외에도 호주, 캐나다, 그리고 소련에도 공급되었다. 미국은 영국의 의뢰로 여러 상륙주정을 개발 및 건조했지만, 자체 설계 함정은 1940년대 초반에야 보유했다. 미 해군은 1934년 발간된 상륙전을 위한 잠정 지침(Tentative Manual for Landing Operations)을 통해 상륙 작전에 적합한 상륙주정의 개발 필요성을 확인했다.
현재도 제2차 세계대전 당시 개발된 평저선 형태의 상륙주정은 여러 국가에서 운용되고 있다. 전투 함정이 아니고, 장거리 항해에 적합한 함정도 아니기 때문에 과거 설계가 현재도 유지되고 있는 셈이다. 달라진 점이라면, 과거 LCI, LCA, LCM 등 다양한 함종이 기존의 LCM과 다목적 상륙주정(LCU, Landing Craft Utility)라 불리는 함정으로 간소화된 것이다. 다목적 상륙주정은 여러 국가에서 다양한 함정들이 건조되어 운용되고 있다. 현재 독자적인 LCU를 개발한 국가로는 프랑스, 독일, 러시아, 인도, 네덜란드, 스웨덴, 스페인, 영국, 미국, 그리고 우리나라 등으로 조선산업이 발전된 나라는 거의 모두 자체적으로 개발하여 운용하고 있다. 원래 상륙주정은 배수량이 500톤 이하지만, 일부 국가는 배수량이 1,000톤이 넘어가는 다목적 상륙주정을 보유하고 있다. 인도의 다목적 상륙주정인 Mk. IV는 길이 62.8m, 폭 11m, 만재배수량이 1,103톤에 이른다. 미 육군이 운용하는 러니미드(Runnymede)급으로 불리는 LCU-2000은 선체와 기관 등의 설비 및 법정 비품 외의 물품을 싣지 않은 상태의 경하배수량이 584톤이고, 만재배수량은 1,104톤에 이른다. 대한민국 해군은 물개급 다목적 상륙주정(LCU)을 운용하고 있는데, 군수지원정으로 분류하고 있다. 이 역시 배수량 1,000톤 이상의 다목적 상륙주정에 속한다. 물개급은 미 해군의 LCU-1610급을 바탕으로 건조되었으며, 현재는 오래 전에 건조된 경하배수량 235톤의 구형 물개급을 경하배수량 540톤의 신형 물개급으로 대체하고 있다. 2010년대 이후 도입된 신형 물개급은 길이 63.6m, 폭 10m, 흘수 1.9m, 만재배수량 940톤이다.
세계 많은 국가들의 다목적 상륙주정에 영향을 준 것은 미 해군의 것이다. 미 해군은 현재 길이 35.06m, 경하배수량 183톤의 LCU-1466, 길이 41.07m, 경하배수량 175톤의 LCU-1610, 그리고 길이 41.07m, 경하배수량 203톤의 LCU-1627을 보유하고 있다. 각각 길이와 배수량이 다르지만 일반적으로 LCU-1610으로 합쳐서 부르고 있으며 총 32척을 보유하고 있다. 이들 LCU는 갑판형 상륙함(LHD)과 헬리콥터 강습 상륙함(LHA)에서 병력과 장비를 해안으로 수송하는 임무를 수행하고 있다. 이들 LCU는 모두 1950년대에 설계 및 건조되었다.

#### 상륙주정의 한계와 공기부양상륙정

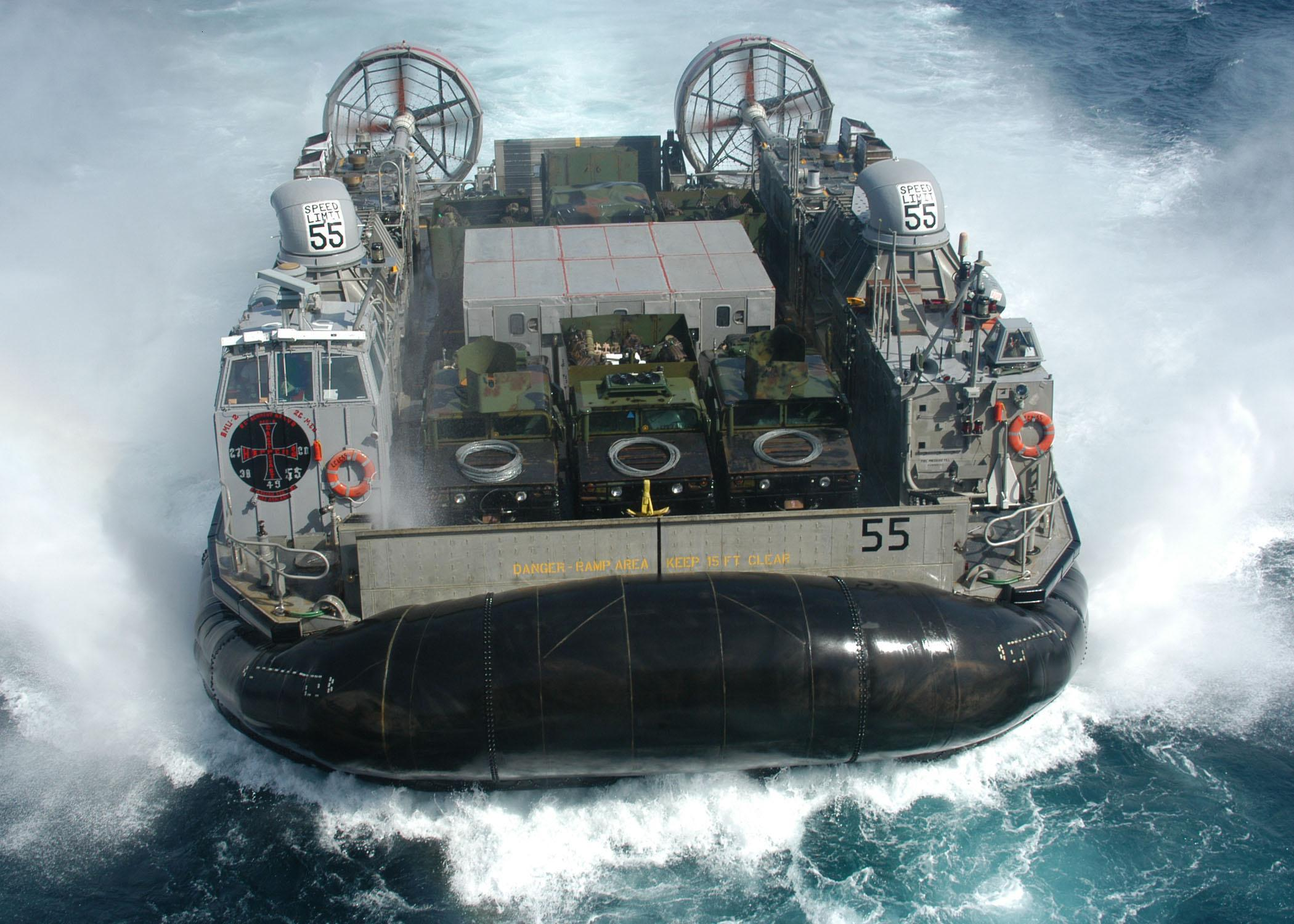
미해군의 상륙강습함정 USS 키어사지(USS Kearsarge(LHD-3))의 요갑판(凹甲板)에 진입 중인 LCAC(공기부양 상륙주정, Landing Craft Air Cushion) LCAC-55. 키어사지 호와 승선한 제26 해병 원정부대는 페르시아만 해상경계작전을 수행하고 있다.

상륙주정은 종류에 따라 다르지만, 일부는 60톤이 넘어가는 현대적인 전차를 실을 수 있을 정도다. 그러나 현재 운용되는 대부분의 상륙주정은 제2차 세계대전과 6.25 전쟁 당시와 크게 달라지지 않은 함선 형태로, 대부분 속도가 30노트 이하로 느리다. 무엇보다 상륙주정의 흘수보다 얕은 수심에서는 운용이 불가능하다. 상륙작전을 거부하기 위해 적이 부설한 기뢰도 상륙주정에 큰 위협이다. 이런 제약으로 인해 상륙주정이 닿을 수 있는 곳과 목표 지점이 멀리 떨어질 경우 상륙부대는 적의 공격에 노출될 수밖에 없다. 최근 상륙주정에 워터 제트를 채용하거나 새로운 선형을 사용하여 속도 문제를 해결한 것들이 등장하고 있지만, 물에 잠기는 설계가 유지되면서 해안 접근성에 대한 문제는 그대로 남아있다.
상륙주정의 한계를 보여준 대표적인 사례가 태평양에서 1943년 11월 20~23일 벌어진 타라와 전투다. 미군은 타라와 섬에 상륙하면서 많은 병력을 태울 수 있는 상륙주정 LCVP를 대량 투입했다. 하지만, 섬 주변 해안에 대한 정보 부족, 잘못된 밀물과 썰물 주기 파악으로 예정했던 상륙거점에서 1km 정도 떨어진 지점에 병력을 내려놓았고, 일본군의 강력한 방어로 인해 큰 피해를 보았다.
이러한 상륙주정의 문제를 해결한 것이 호버크래프트(Hovercraft)로도 불리는 공기부양정(Air Vehicle)이다. 공기부양정은 부양팬(Lift Fan)에 빨려 들어간 공기로 만들어진 공기 쿠션이 선체를 들어 올리면서 뜨는 원리를 이용한다. 공기 부양정은 공기 쿠션을 효율적으로 유지하기 위해 선체 아랫부분을 고무 같은 신축성 있는 재료로 감싼다. 선체를 감싼 것을 치마와 비슷하다 하여 '스커트(Skirt)'라고 부른다. 부양팬은 추진력을 가지지 않기 때문에 선체 후방에 설치된 별도의 추진기(Propeller)로 움직이고, 방향타로 조종한다. 공기의 힘으로 수면 위에 떠있기 때문에 수심이 얕은 연안이나 하천에서도 고속 기동이 가능하다. 그리고 지형의 제약이 있지만, 해안에 인접한 모래사장과 같은 육지에서도 이동이 가능하다. 공기 쿠션을 이용하는 것은 공기 부양정과 동일하지만, 선체의 앞과 뒤에만 스커트가 있는 표면 효과선(SES, Surface Effect Ship)도 있다. 표면 효과선도 고속 운항이 가능하지만, 선체 측면이 물에 잠기기 때문에 물 밖으로 나올 수 없다.
공기부양정도 단점은 있다. 수면 위에 떠있기 위해 지속해서 팬을 돌려야 하므로 연료 소모가 심하고, 소음과 진동이 크다. 구동 체계도 부양용과 추진용 엔진, 감속기어, 팬 등으로 일반 선박보다 복잡하게 구성되어 있다. 내파성이 떨어지기 때문에 파도가 높아지면 운항이 어렵다. 기존 선박보다 조향 정확성이 떨어지며, 빠른 방향 전환도 어렵다. 공기 쿠션을 가두는 스커트가 손상되어도 조종이 어렵다. 육상에서도 진행 방향에 장애물이 있거나, 지형에 굴곡이 심한 경우 운행이 어렵다.

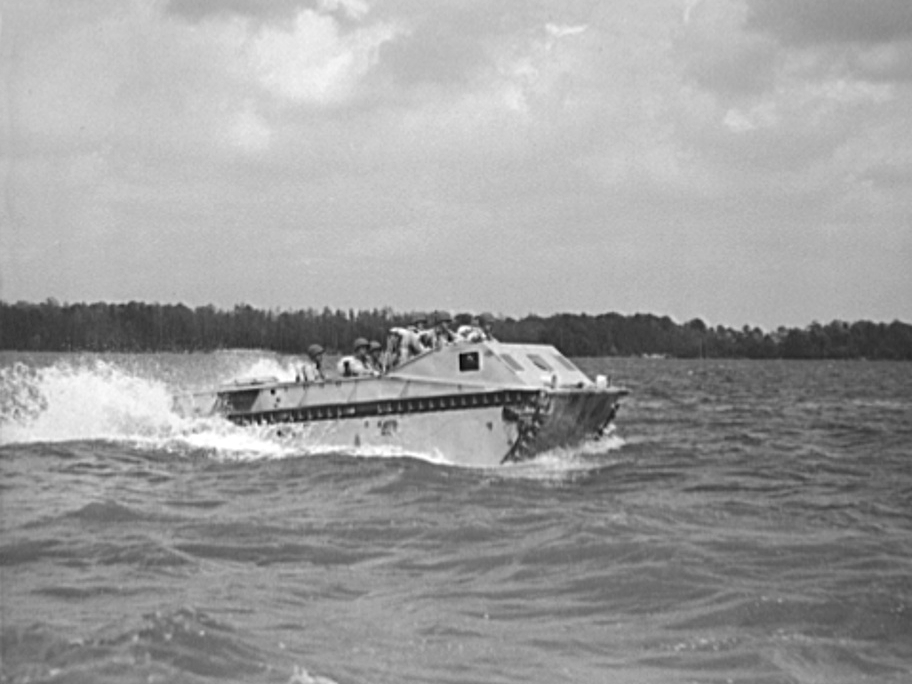
상륙장갑차

### 상륙장갑차
상륙장갑차(上陸裝甲車, Landing Vehicle Tracked; LVT)는 제2차 세계 대전 동안 미국 해군과 함께 미국 해병대가 운용한 수륙양용차량이다. 수륙양용트랙터(Amphibious Tractor)의 약칭으로 암트랙(amphtrack)이라고도 했다. 원래는 해안에서 운영하기 위한 화물차로 사용할 용도였지만, 기습부대용과 화기지원 차량으로 빠르게 진화했다.

### 상륙기동헬기
상륙기동헬기는 위협 지역 미사일 방어 체계의 발전으로 인하여 원거리에서 발진이 요구되었고, 종심 지역에 직접 투사하는 공중 돌격 부대를 지원하기 위한 화력지원 수단을 탑재하기 위하여 미 해병대는 155mm 경곡사포의 수송이 가능하고 200해리의 능력을 보유한 MV-22 수직 이착륙 항공기를 확보하기 위하여 노력하고 있다.
| 구분             | UH-60       | CH-47       | CH-53E      | MV-22       |
| ---------------- | ----------- | ----------- | ----------- | ----------- |
| 탑승인원         | 13명        | 33명        | 35-37명     | 24명        |
| 속도 (최대/순항) | 160/145 KTS | 150/130 KTS | 150/140 KTS | 275/250 KTS |
| 작전반경(NM)     | 70          | 70          | 250         | 400         |
| 화물(Lbs)        | 8,000       | 28,000      | 32,000      | 15,000      |

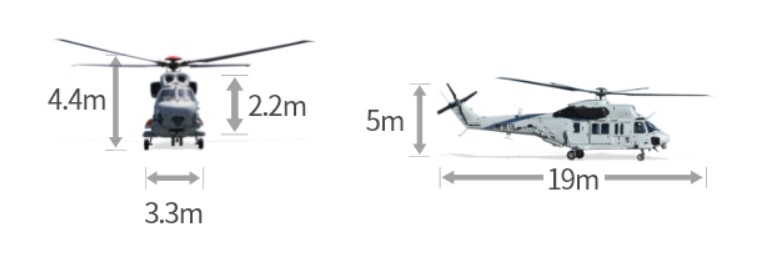
마린온 (MUH-1, Marine Utility Helicopter)

대한민국에서 운용하는 상륙기동헬기로는 마린온(MUH-1, Marine Utility Helicopter)이 있다. 마린온은 해병대의 입체고속 상륙 작전 수행 능력 향상과 국가전략도서 방어 등 다양한 임무를 위해 수리온을 기반으로 개발된 상륙기동헬기이다. 주요 특징으로는 해상·함상 착륙 시 편리한 메인로터 접이장치 탑재, 기체 방염처리 등 부식방지 적용, 비행중 이물질 제거를 위한 윈드쉴드 세척액 분사장치 보유, 장거리 통신용 HF 무전기, 보조연료탱크 탑재, 전술공중항법장치(TACAN) 장착 등이 있다.
현대의 상륙 작전은 상륙주정 위주의 해상 돌격 수단이 상륙 장갑차 및 공기부양상륙정 등으로 전환되었고, 헬기의 군사적 이용이 가능하진 이후 해안 상의 장애물을 극복하고 종심 깊은 목표에 우회 기동 할 수 있는 수직돌격 개념이 등장했다. 미래의 상륙 수단은 군사 과학기술의 발달에 따라 속도, 항속 거리, 생존성, 화력 등에서 획기적인 발전이 있을 것으로 예측된다. 수직 돌격에 사용되는 헬기는 회전익에서 가변 회전익인 MV-22로 발전하고 있다. 향후 상륙 작전용 헬기는 해상 또는 육상 발진기지에서 종심 깊은 상륙목표지역에 직접 돌격할 수 있는 전천후 기종이 요구되고 있다. 기동성이 향상된 상륙기동헬기는 현대 해양 작전의 개념 변화 추세와 대테러, 평화유지 같은 비대칭 평시 임무 수행에도 활용성이 증대될 것이다.

## 사례 및 의의

### 사례
| 기원전          | - 나일강 삼각지 전투                                                                          |
| 미국 독립전쟁   | - 킵스 베이 상륙                                                                              |
| 전간기          | - 그리스의 스미르나 상륙 - 알호세이마 상륙                                                    |
| 제2차 세계 대전 | - 유럽 전구 - 노르망디 상륙                                                                   |
| 제2차 세계 대전 | - 태평양 전쟁 - 툴라기 전투 - 과달카날 전역 - 이오지마 전투 - 링가옌만 상륙전                 |
| 제2차 세계 대전 | - 소련-일본 전쟁 - 나진 상륙 작전 - 웅기 상륙 작전 - 원산 상륙 작전 (1945년) - 청진 상륙 작전 |
| 냉전            | - 국공 내전 - 하이난섬 상륙 전역                                                              |
| 냉전            | - 한국 전쟁 - 인천 상륙 작전 - 원산 상륙 작전 - 장사 상륙 작전 - 부산 교두보 전투             |

### 각 상륙 작전의 의의
- 인천 상륙 작전

인천상륙작전 진격노선도

  - 인천 상륙 작전의 전쟁사적 의의는 크게 3가지로 볼 수 있다. 첫째, 전쟁의 주도권 전환으로서 대우회기동을 통한 기습으로 적의 병참선을 차단, 적에게 물리적·심리적 교란효과를 달성하여 적의 전투 의지를 파쇄시킴으로써 공세 이전의 계기가 되었다. 둘째, 유엔군의 인적·물적·시간적 손실을 최소화한 점을 들 수 있다.[41] 낙동강 방어선에서 지상 반격작전을 감행하였을 시 북한군은 금강선, 천안-장호원선, 한강선, 38도선의 최소한 5개 지연 진지상에서 축차적으로 조직적인 전투를 수행할 수 있게 되어 약 10만 명 이상의 유엔군 손실과 수많은 민간인의 학살을 예상할 수 있었다.[42] 셋째, 전략적 대포위기동의 대표적 전례가 되었다는 것과 이를 성공시킬 수 있었던 지휘관의 전략적 식견과 미 해군 및 해병대의 전문화된 상륙전 능력을 높이 평가할 수 있다는 점이다.[41]
- 장사 상륙 작전
  - 장사 상륙 작전의 군사적 의의로는 첫째, 충분한 준비 없이 계획되고 진행된 작전이었다는 점, 그리고 둘째, 상륙작전의 성공은 상륙부대의 전투능력도 중요하지만 상륙 이전 단계와 상륙 단계에서의 화력지원이 절대적인 영향을 끼친다는 점이 있다. 어린 학도병이나 신병들로 전투 경험이 부족한 이들로 채워진 병력이 상륙 작전을 제대로 수행하기 어렵다는 것은 자명하다. 또한 성공한 상륙 작전인 노르망디나 인천에서 지원부대가 대단한 역할을 수행한 것과 다르게, 장사 상륙 작전에서는 영국 호위함 1척이 화력지원의 전부였다. 마지막 셋째 의의는 모든 전투에서 핵심적인 역할을 수행하는 지휘관과 장교의 역량이 미흡했다는 점이다. 지휘관 중 2명의 현역 장교를 제외하고는 역량이 상당히 모자랐다고 판단할 수 있다. 다만 전술적 측면에서 성공하지 못했을지언정 전략적 측면에서는 성공한 작전이라고 볼 수 있다. 인천 상륙 작전의 상륙 양동으로서 의의가 크기 때문이다.[43]

## 같이 보기
- 수륙양용작전
- 상륙단정(LCVP_(United_States))